# Baldakijn van Bernini

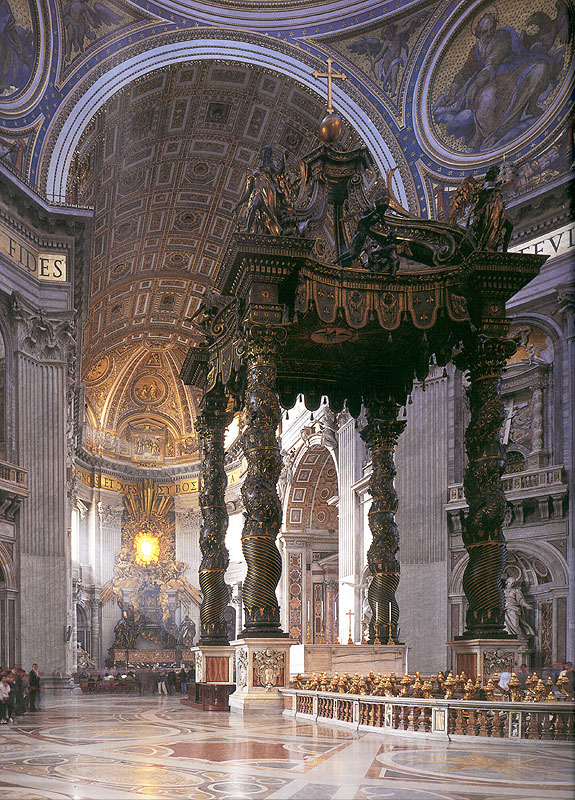
Het baldakijn van Bernini

Het baldakijn van Bernini bevindt zich in de Sint-Pietersbasiliek in Vaticaanstad, boven het graf van de apostel Petrus. Het baldakijn werd gebouwd in 1624-1633 door Gianlorenzo Bernini met de bedoeling om het verband tussen het graf en de basiliek uit te laten komen. De kerk is namelijk op die plaats gebouwd vanwege dat graf. Men wilde dus de aandacht vestigen op de tombe van Petrus en het pauselijke altaar. De Brusselaar François Duquesnoy zou Bernini hebben meegeholpen met de realisatie.
Het baldakijn van Bernini is eigenlijk geen echt baldakijn. Een baldakijn is een overspanning gedragen door vier stokken. Oorspronkelijk was dit bedoeld als beschutting, maar het werd al snel als een teken van waardigheid gezien. Het dak van een baldakijn kan uit textiel bestaan, maar kan ook van hard materiaal zijn. De naam baldakijn is ontleend aan de geweven goudbrokaten stof, die in de Middeleeuwen werd geweven in Baldac (het huidige Bagdad). Een ciborium is een op vier zuilen rustende koepel of dak, die een klein open tempeltje (tempietto) boven een altaar vormt binnen een kerk of kathedraal. Het baldakijn van Bernini is een combinatie van een baldakijn en een ciborium.

## Voorgeschiedenis
Voordat het baldakijn over de tombe van Petrus geplaatst werd, hadden er al verscheidene andere bouwwerken boven zijn graf gestaan.
Het eerste bouwwerk, dat aan het einde van de 2e eeuw boven het graf werd gebouwd, was een kleine monumentale aedicula, dat het Tropaion van Gaius werd genoemd. De restanten daarvan bevinden zich nog steeds rondom de tombe van Petrus. In 324 werd de Oude Sint-Pietersbasiliek van keizer Constantijn gebouwd. Daar binnen was een klein ciborium geplaatst boven het graf en altaar. Na de Middeleeuwen verkeerde deze basiliek in een bouwvallige staat. Aan het begin van de Renaissance werden er pogingen ondernomen de basiliek te herstellen. In het begin van de zestiende eeuw kreeg Donato Bramante de steun van Julius II om de hele basiliek te herbouwen. In 1506 begonnen de werkzaamheden aan de Sint-Pieter, voortgezet door Michelangelo en afgemaakt door Domenico Fontana en Giacomo della Porta in 1588. In plaats van de lange Constantijnse basiliek heeft Julius II een kerk laten bouwen met een gecentraliseerd eindpunt waaraan uiteindelijk een schip toegevoegd zou worden. Tijdens het pontificaat van Paulus V (1605-1621) werd de beslissing genomen zowel het schip als de voorgevel van de kerk te vervangen. De architect van de Sint-Pieter was toen Carlo Maderno. Hij ontwierp en bouwde dit middenschip. Hierna bleef alleen het interieur van de Sint-Pieter ter verandering over.
Tijdens de verbouwingen aan de kerk stond er een beschermend bouwsel over het altaar en het graf. Toen dit werd verwijderd, leek het altaar in verhouding tot de kerk te klein. In 1594 werd het bestaande ciborium vervangen door een tijdelijk ciborium. Hoe dit ciborium er precies uitzag is onbekend. Wel zijn er documenten gevonden waarin staat dat het ciborium onder andere uit papier maché was gemaakt. Het moge dus duidelijk zijn dat dit een tijdelijk bouwsel was. In de daarop volgende jaren werd het ciborium herhaaldelijk opgeknapt.
Vertrouwend op de talenten van Maderno wees paus Paulus V het idee van een ciborium in 1606 af, en kwam met een ander soort kerkmeubel, het baldakijn. Ook dit bouwwerk was van tijdelijke aard. Qua uiterlijk lijkt dit baldakijn al enigszins op het huidige baldakijn. Afbeeldingen en documenten beschrijven het baldakijn als een constructie van houten planken ondersteund door staande engelen. Stokken hielden een baldakijn omhoog versierd met flappen en kwasten. In 1622 werd onder paus Gregorius XV een nieuw bouwwerk boven het graf gebouwd. Dit werd een groot model dat in gebruik kon blijven terwijl men aanpassingen maakte in afwachting van een permanent bouwwerk. Ook hier had Maderno de leiding. Aan hem worden enkele kleine maar belangrijke veranderingen toegeschreven. De engelen knielden in plaats van te staan, en de pilaren waren sierlijk in plaats van simpel. Ze hadden spiraalvormige groeven, vegetatie, engeltjes en de decoraties waren verguld alsof ze gemaakt waren van metaal. De hoogte van dit bouwwerk was slechts 2 meter kleiner dan dat van Bernini met zijn 29m zou zijn. Bernini was meer dan toevallig vertrouwd met deze kenmerken, omdat hem opgedragen werd de vier knielende engelen te beeldhouwen.
Maderno verzocht op het toppunt van zijn carrière de opdracht om een permanent baldakijn te mogen maken. Vermoedelijk zou hij ook de opdracht hebben ontvangen als zijn hoofdsponsor, paus Paulus V, niet op dat moment gestorven was. Het was een verlies dat de jonge assistent Borromini niet minder diep zou betreuren dan Maderno. Hij zag gaandeweg dat Maderno zijn grip op de werken in de Sint-Pieter begon te verliezen en daarmee ook zijn eigen mogelijkheden. Maderno overleefde nog het korte pontificaat van paus Gregorius XV, maar daarna bleef al snel niets meer over van enig respect voor hem.
De pas tot paus verkozen Maffeo Barberini ging verder met de kwestie van het permanente baldakijn. Deze paus, paus Urbanus VIII, vertelde Maderno heel openhartig dat ‘hij zou moeten aftreden om Bernini het werk te zien doen’. Deze paus belast Bernini met grootscheepse decoratiewerkzaamheden voor het monumentale interieur van de Sint-Pieter. In 1624 begon het werk aan het definitieve baldakijn boven het altaar en graf van Petrus.

## Ontwerp

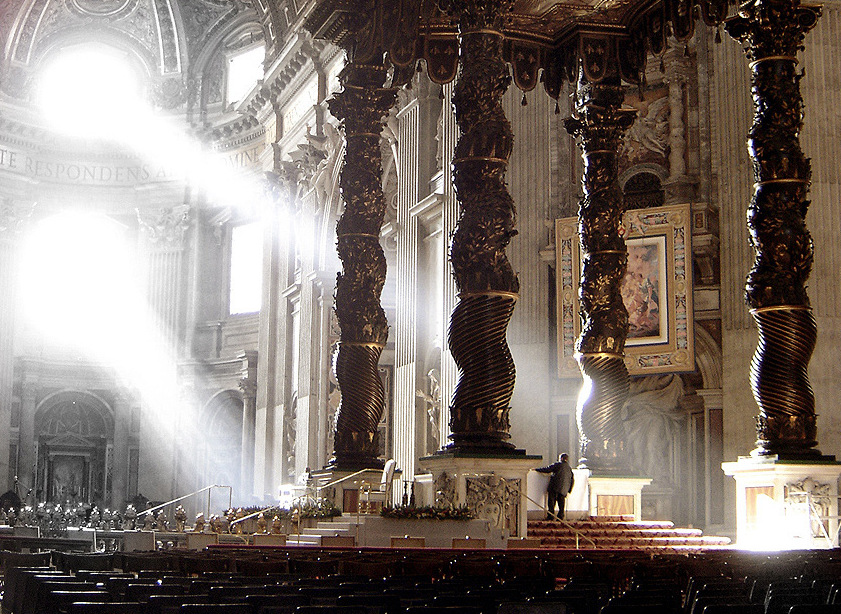
Het Baldakijn

Ondanks dat Bernini de opdracht krijgt, moet hij verdergaan met het plan van Maderno. Via Borromini weten wij dat Maderno al aan Paulus V een voorstel deed met een ontwerp van gedraaide kolommen waarbij het dak van het baldakijn niet op de kolommen leek te steunen. Het is onmogelijk te zeggen op welke manier Maderno dit wilde verwezenlijken.
Het eerste ontwerp van Bernini kreeg kritiek van sommige deskundigen, omdat het baldakijn rustte op de pilaren van het ciborium. Dit is in strijd met de kerkelijke wetten. Daarom kwam Bernini met een tweede ontwerp waarbij het baldakijn niet op de pilaren rustte. Als oplossing voor het probleem ontwierp Bernini engelen die het baldakijn vasthouden door middel van doeken. Dit was een idee van Bernini zelf en niet van Maderno. Maar het is niet mogelijk dit in de praktijk waar te maken en dat zette hem aan tot nieuwe veranderingen in zijn ontwerp. De veranderingen maken duidelijk hoe moeilijk het is de bovenbouw en zijn versieringen te steunen. We kunnen aan de hand van schetsen zijn gedachtenproces volgen. Op de schetsen ziet men een omgekeerd kruis, symbool voor het martelaarschap van Petrus, de putti met het pauselijke wapenschild en verschillende vormen ribben, waarbij het baldakijn steeds gescheiden van de zuilen lijkt. Het omgekeerde kruis van Petrus staat symbool voor Petrus' martelaarschap, omdat hij aan zijn voeten (omgekeerd) opgehangen werd. Bernini heeft ten opzichte van het tweede ontwerp enkele veranderingen gedaan. Zijn plan om een bronzen beeld van de Herrezen Christus op het baldakijn te plaatsen, liet hij vallen wegens het te grote gewicht. In plaats daarvan vinden we er een wereldbol en een kruis als symbool van de wereldomspannende triomf van Christus. In de schetsen is te zien dat Bernini heeft getwijfeld tussen het aantal ribben en de vorm van de ribben. Het dak bestaat nu uit vier S-vormige ribben. Hierdoor lijken ze minder zwaar te rusten op de zuilen en krijgt Bernini het zogenaamde “lifted-off” effect. Ook zijn de ribben nu gescheiden van de rest, doordat de engelen deze lijken te dragen met guirlandes, bloemslingers, terwijl in het oorspronkelijke ontwerp deze engelen het baldakijn droegen. Het baldakijn zelf is nu rechtstreeks aangesloten op de kolommen.
Bernini koos voor een ciborie–altaar, waarvan de vier gewonden zuilen van brons de gedachte aan de tempel van Salomo in Jeruzalem moesten oproepen, en plaatste deze op een marmeren podium. Het baldakijn bestaat uit vier ribben en wordt door beelden bekroond. Het betekende een geheel nieuwe verbinding van architectuur en beeldhouwkunst. Het immense bouwwerk is 28,7 meter hoog, maar maakt niet die overweldigende indruk, omdat het aangepast is aan de buitenmenselijke verhoudingen van de basiliek.
Het brons dat voor de zuilen gebruikt is, komt volgens de legende van balken uit het portaal van het Pantheon. Daartoe is opdracht gegeven door Urbanus VIII, wat leidde tot de uitspraak: “Quod non barbari, fecerunt Barberini”. Dit betekent: wat de barbaren niet deden, deed Barberini wel. Barberini is de familienaam van paus Urbanus VIII. De juistheid van dit verhaal kwam door recent onderzoek echter op de helling te staan. De kolommen van het baldakijn zijn namelijk opgetrokken uit beton, met een laagje brons erover. De paus wilde de kolommen uitdrukkelijk in brons uitvoeren om zo de vergelijking met de tempel van Salomon en de Solomonische orde kracht bij te zetten. Het brons uit het Pantheon zou voor militaire doeleinden zijn ingezet. Er staat verder de Heilige Pilaar waar Jezus tegenaan geleund zou hebben, en heeft ook deze gewonden vorm. Dit is een typisch barok kenmerk. Verder zijn ze omkranst met een soort van wijnranken. Hier heeft Bernini niet voor de traditionele christelijke wijnranken gekozen, maar voor ranken. Op verscheidene plaatsen springen bladeren op uit de zuil, waaruit bijen lijken voort te komen, die lijken op het familiewapen met bijen van de familie Barberini. De nijvere bijen hebben ook te maken met een ander barok kenmerk, namelijk de suggestie van beweging. Gestalten werden nooit in een rusthouding afgebeeld, maar altijd in beweging en liefst in een beweging die een climax heeft bereikt en dus dramatisch is. Ook de putti op de zuilen hebben betrekking op dit barokke stijlkenmerk. De putti zijn namelijk op zoek naar de bijen en zijn dus in beweging.
De Salomonische zuilen staan op marmeren blokken, ter grootte van een mens van gemiddelde lengte. Die marmeren blokken zijn versierd met een schild dat een aantal ornamenten bevat. Ten eerste de pauselijke tiara, een hoge kap omringd door drie kronen met daarop een wereldbol en daarboven een kruis. Ten tweede de gekruiste sleutels van Petrus. Deze twee komen samen ook voor in de vlag van Vaticaanstad. Ten derde drie bijen die een decoratief verstrooiend motief vormen. En ten laatste smelt het onderste gedeelte van het schild samen tot een monsterlijk gezicht.
Tussen de zuilen in hangt het baldakijn, dit zijn de uit brons vervaardigde neerhangende kleden. Dit is een typisch staaltje van illusionisme. Sommige ervan hangen niet helemaal recht naar beneden, want de kunstenaar heeft er zelfs aan gedacht ze voor te stellen alsof ze door de wind bewogen worden: weer een kenmerk van de barok. Op dit kleed kun je ook weer de drie bijen en engeltjes zien. Aan de onderkant van het kleed is in het midden een witte duif omringd door engelen weergegeven. Deze witte duif symboliseert de Heilige Geest.
Het dak van het baldakijn wordt door engelen ondersteund. Ook hier kun je weer een van de barokkenmerken zien. De engelen zijn in een lopende houding geplaatst. Ze lijken nu niet alleen het dak te ondersteunen, maar ook nog eens te verplaatsen. De engelen zijn in de richting de vier windstreken geplaatst en drukken de universaliteit uit van de katholieke leer. Dit is een kenmerk van de barok en wordt triomfalisme genoemd.
Aan de voorkant van het baldakijn bevinden zich twee putti en aan iedere zijkant nog één putto. De twee putti aan de voorkant van het baldakijn houden een sleutel en een tiara vast, beide voorwerpen die verwijzen naar de pauselijke macht. En één putto aan de zijkant houdt een boek met geschreven spreuken vast.

## De bouw

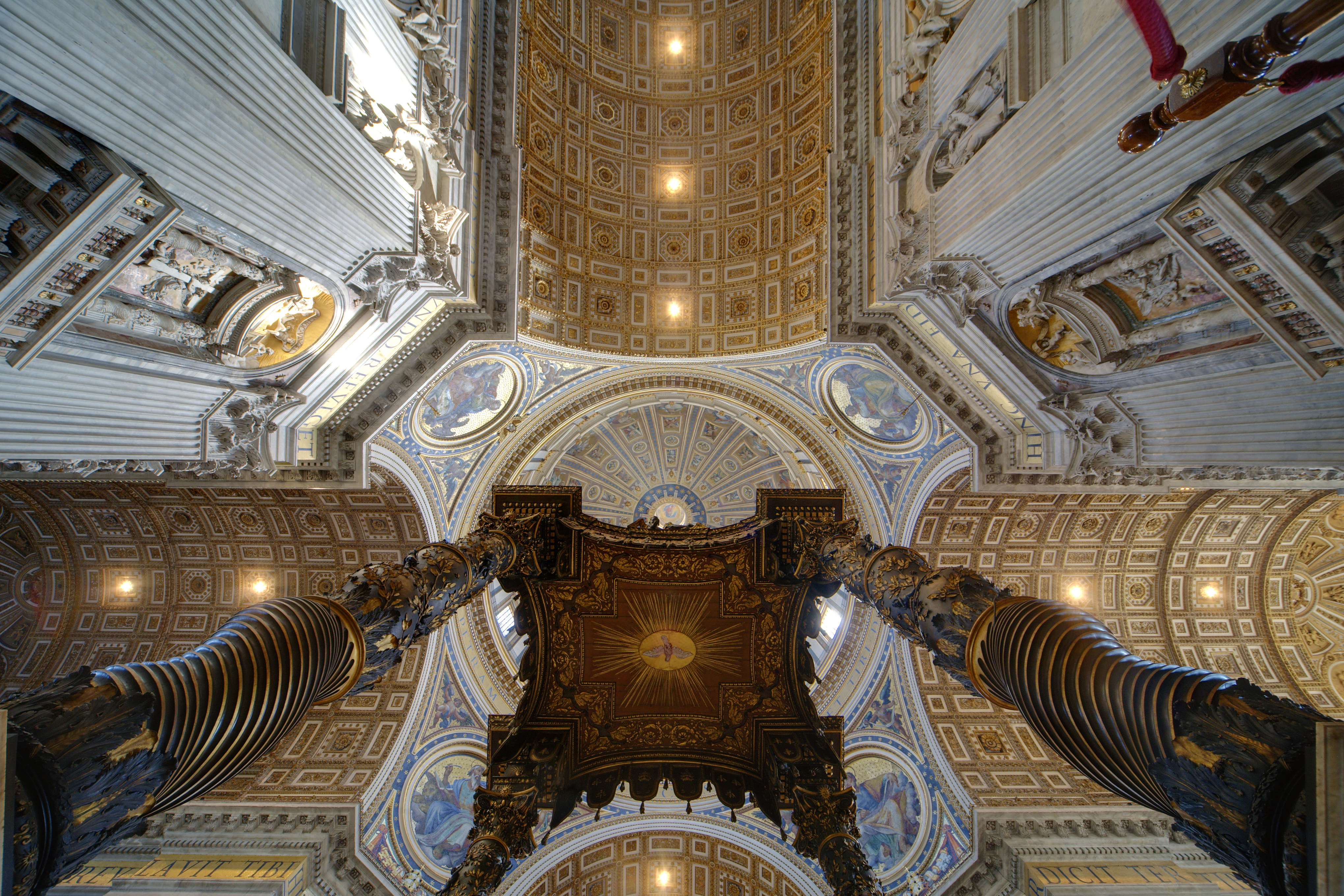
Van onderaf gezien

Het eigenlijke gieten van stukken vond plaats in speciale gieterijen nabij de barakken van de Zwitserse Garde aan het Piazza San Pietro. Bernini paste de verlorenwasmethode toe. Om zo’n realistisch mogelijke details te verkrijgen gebruikte Bernini natuurlijke voorwerpen. Hij gebruikte hiervoor hagedissen, takken, bladeren, ranken en fruit en deed deze in de was. Dit werd toen het “verlorenhagedisproces” genoemd, aangezien na het toevoegen van het gesmolten brons deze hagedissen et cetera tot as gereduceerd werden. Bernini werd bekritiseerd omdat hij de mallen niet zelf maakte. Hij gebruikte de natuur in plaats van zijn eigen talenten en men vond dat dit niet de manier van werken van een kunstenaar hoorde te zijn.
Maar er zijn ook vernieuwende aspecten aan dit monument die wel aan Bernini toe te schrijven zijn. Bijvoorbeeld het vullen van de bronzen zuilen met cement, om de sterkte en stabiliteit van het bouwwerk te bewerkstelligen.
Bernini heeft in het bouwwerk diverse verwijzingen naar zijn opdrachtgever gemaakt. De bijen, uit het familiewapen van de Barberini’s, de wijnkransen, de zonnestralen op de kapitelen van de zuilen, maar ook het familiewapen zelf in het marmeren voetstuk.
De bovenbouw van het baldakijn werd van verguld hout samengesteld. Dit was nog maar een model dat op het baldakijn werd geplaatst om het visuele effect van het geheel te kunnen beoordelen. De uiteindelijke bovenbouw met al zijn beelden en verfraaiingen werd geplaatst in 1633, kort voordat het gehele baldakijn werd onthuld voor het feest van Sint-Petrus en Paulus. Dit werd gevierd met de uitgave van een medaille van paus Urbanus VIII.
Sommige tekeningen, van zowel de bovenbouw als het baldakijn in zijn geheel, zijn van de hand van Francesco Borromini. Door moderne historici wordt de hulp van Borromini als noodzakelijk beschouwd voor de voltooiing van het baldakijn.
Boven de vergulde kantelen plaatste Bernini enorme bronzen engelen die met een soepele gratie op hun platformen lijken te staan die hun eigenlijke gewicht doet laten verdwijnen. In een gravure uit 1625 met de heiligverklaring van Elisabeth van Portugal, verschijnen de engelen boven op de kolommen, maar is hun functie onduidelijk. In een medaille uit 1626 nemen de engelen hun uiteindelijke 'contrapposto' aan: ze steken de handen uit om het baldakijn te ondersteunen vanaf een positie hoger dan de kantelen. De kolommen werden door diagonale ribben verbonden, wat het dak van het vroegere christelijke altaar terugroept. Het totaal werd bekroond met een beeld van de Herrezen Christus op de top.
Deze compositie had twee bouwkundige moeilijkheden. De eerste was hoe men het voor elkaar kon krijgen een bronzen baldakijn te bevestigen dat de schijnbare gewichtloosheid niet verloren ging. De tweede was hoe men de Herrezen Christus met zijn enorme gewicht naar de top van het monument kon krijgen. Om deze kwesties op te lossen ging Bernini terug naar de tekentafel. In plaats van de Herrezen Christus plaatste hij een wereldbol met een kruis erop, ook een christelijk symbool. Door proberen en ondervinden kwam hij met een ontwerp voor de bovenbouw zoals die op de medaille uit 1633 te zien is. Hier gaan ribben omhoog naar de top in een soort S-vorm, terwijl het baldakijn tussen de kroonlijst van de kolommen is geplaatst.
Sommige geleerden denken dat de verandering van de Herrezen Christus voor een bol en een kruis niet uit structurele maar symbolische overwegingen was. In plaats van ongerust te zijn over het mogelijk instorten van het monument veranderde Bernini dit christelijke symbool voor een meer normaal symbool zodat de bovenbouw een kroon lijkt te vertegenwoordigen. De laatste theorie houdt in dat de bol en het kruis de wereldlijke en geestelijke heerschappij van de paus vertegenwoordigen. De kroon zou zinspelen op het keizerlijke embleem dat vermoedelijk door Constantijn de Grote aan paus Silvester I gegeven werd om zijn keizerlijke status te erkennen. Er zijn ook suggesties dat de bovenbouw betrekking zou hebben op het verlangen van paus Urbanus VIII om te wedijveren met andere Europese heersers als een vorst die zowel geestelijk als wereldlijk leiderschap claimt.
Wat tekeningen en medailles weergeven, is de overgang van een baldakijn dat tussen de ribben is opgehangen naar een baldakijn dat tussen de hoeken van de zuilen inhangt. Bernini zorgde ervoor dat de engelen de bovenbouw lijken te dragen en negeerde de (bouwkundige) onmogelijkheid van een baldakijn opgehangen tussen de ribben van de bovenbouw. Hij verplaatste hiervoor de banden die de engelen dragen van het baldakijn naar de uiteinden van de ribben. Verder is er een soort wind die de kleding van de engelen en ook de flappen en kwasten aan het baldakijn laat bewegen. Het verbinden van het baldakijn met de tombe van Petrus is zowel symbolisch als structureel uitgedrukt door het in beweging laten zijn van de bovenste delen.
De paren van putti zijn verplaatst van de ribben naar de rand van het baldakijn. De putti leunen nu geanimeerd over de rand van het Baldakijn. Een van hen houdt het paar gekruiste sleutels vast die de koninkrijken van hemel en aarde voorstellen, terwijl de andere de pauselijke tiara vasthoudt. En aan de zijden van het baldakijn houden de putti boeken vast.
Op het moment is het alleen nog als we het Baldakijn in gebruik zien, en van enige afstand, dat we het onderscheid zien tussen de menselijke schaal en de enorme schaal van het baldakijn en de Sint-Pieter. De biograaf van Bernini, Filippo Baldinucci, schreef dat in de jeugd van Bernini de schilder Annibale Carracci zei: “Hij moet nog steeds komen, de wonderbaarlijke kunstenaar die twee geweldige monumenten maken kan die naar de proporties van deze tempel gebouwd zijn, één in het midden en één aan het einde”. En dat Bernini toen hardop gewenst zou hebben: “Oh, indien het enkel mij zou kunnen zijn!”. Toch twijfelt een auteur van een onzer bronnen of Bernini ook maar het minste benul had van wat hij moest doen voor het hoogaltaar in de Sint-Pieter. Het beste bewijs voor deze conclusie is dat Carlo Maderno, in plaats van het jonge genie, het concept opstelde voor het monument dat we het baldakijn noemen.
Jaren later schrijft Borromini’s neef - bewust van de lage status van zijn oom en bewust van het feit dat zijn oom veel te weinig betaald kreeg voor zijn bijdragen – over de beperkingen van Bernini. Hij verandert het moment dat Bernini belangrijke verantwoordelijkheden voor de basiliek en de Barberini-familie begon te krijgen door het neerzetten van een beeld van een heel afhankelijke kunstenaar. "Wetende wat Borromini voor Maderno had gedaan bij de constructie van de St.-Pieter… [Bernini] bedelde [Borromini] om hem nu niet te verlaten... aangezien hij reeds zo goed over alles was geïnformeerd. Bernini leefde voor zijn beeldhouwwerk en liet de architecturale kwesties over aan Borromini. Maar ondertussen doet Bernini alsof hij de architect is.” Het is absoluut niet waar dat Bernini niks heeft gedaan aan het baldakijn. Ook Rafaël heeft bij zijn werken assistenten gehad die een belangrijk deel van zijn werk overnamen. Het is zeker dat Borromini een belangrijk aandeel had bij de realisatie van het baldakijn.

## Kopie
De Basiliek van de H.H. Agatha en Barbara in Oudenbosch heeft een verkleinde kopie met het altaar. Het enige verschil met de baldakijn in de Sint Pieter is dat de kanten versiering aan de vier zijden niet bezet is met bijen, maar met roosjes.

## Conclusie
Het idee voor het bouwen van een baldakijn boven het graf van Petrus kwam van Carlo Maderno. Bernini heeft dit idee in feite uitgewerkt en daarbij enkele kenmerkende aanpassingen gedaan, waardoor het een bron van inspiratie werd voor andere architecten. Het idee werd namelijk ontelbaar vaak gekopieerd. De vloeiende overgang tussen beeldende kunst en architectuur en het imponerende karakter van Bernini’s werken in onder andere het interieur van de St. Pieter werd door veel tijdgenoten bewonderd en nagevolgd. Hierdoor werd de stijl van Bernini min of meer de stijl die geassocieerd wordt met de barok.